# Adolf Dallapozza
Adolf Dallapozza (* 14. März 1940 in Bozen) ist ein österreichischer Opern-, Operetten- und Musicalsänger (Tenor). Er wirkte über 50 Jahre an der Volksoper Wien.

## Leben
Adolf Dallapozza stammt aus Südtirol. Er war das neunte und jüngste Kind eines Kunst- und Schildermalers. Gleich nach seiner Geburt wanderte die Familie nach Österreich aus und kam über Umwege schließlich nach Wien. Er absolvierte zunächst eine kaufmännische Ausbildung und arbeitete in einer Buch- und Musikalienhandlung. Nebenbei nahm er Gesangsunterricht, unter anderem bei Ida Valjalo in Wien. Während seines Studiums sang er bereits im Chor der Wiener Volksoper.
1962 debütierte er an diesem Haus als Solist in der Rolle des Ernesto in Don Pasquale von Gaetano Donizetti. In der deutschsprachigen Erstaufführung der West Side Story von Leonard Bernstein sang er 1968 unter der Regie von Marcel Prawy die Rolle des Tony mit Julia Migenes als Partnerin. Gleichfalls 1968 wurde er an die Wiener Staatsoper verpflichtet. Dort sang er hauptsächlich das Rollenfach des Buffotenors und des Spieltenors, wurde aber auch als lyrischer Tenor eingesetzt. Weiterhin trat er regelmäßig an der Wiener Volksoper auf, die während seiner gesamten Karriere sein eigentliches Stammhaus blieb. Ab 1978 bis zu seiner offiziellen Pensionierung war Dallapozza ohne Unterbrechung festes Ensemblemitglied der Volksoper. 1984 wurde er zu deren Ehrenmitglied ernannt.

## Repertoire
An der Wiener Volksoper sang er nahezu alle klassischen Tenor-Rollen in den Operetten von Carl Millöcker, Johann Strauss, Franz Lehár und Emmerich Kálmán. Weiterhin übernahm er dort auch große Opernrollen. So sang er 1984 den Rodolfo in La Bohème in der Inszenierung von Harry Kupfer, 1977 den Wilhelm Meister in Mignon von Ambroise Thomas und 1990 den Lenski in Eugen Onegin. Später übernahm Dallapozza auch Rollen des Charakter-Fachs und eroberte sich unter anderem mit der Rolle der Knusperhexe in Hänsel und Gretel von Engelbert Humperdinck die Herzen des Publikums.
Im September 2008 feierte Dallapozza mit der Rolle des Gabriel von Eisenstein in der Operette Die Fledermaus von Johann Strauss sein 50-jähriges Bühnenjubiläum. Als Gast blieb Dallapozza der Volksoper weiterhin verbunden. In der Spielzeit 2011/12 sang er dort – wie auch schon in den Spielzeiten zuvor – die Knusperhexe in Hänsel und Gretel.
Im Mai 1990 gastierte Dallapozza am Teatro Comunale di Bologna in der italienischen Erstaufführung der Strauss-Oper Intermezzo als Baron Lummer.

## Ehrungen und Auszeichnungen
1976 wurde Adolf Dallapozza vom österreichischen Bundespräsidenten mit dem Titel Kammersänger ausgezeichnet. 1985 erhielt er das Österreichische Ehrenkreuz für Wissenschaft und Kunst I. Klasse und 1998 das Große Ehrenzeichen für Verdienste um die Republik Österreich.

## Fernsehaufzeichnungen
- Fidelio, mit Gundula Janowitz, Lucia Popp, René Kollo, Manfred Jungwirth, Hans Sotin, Adolf Dallapozza, Regie: Otto Schenk, Dirigent: Leonard Bernstein, Wiener Philharmoniker